# مس منسا لارسن
مس منسا لارسن (دانمارکی: Mads Mensah Larsen؛ زادهٔ ۱۲ اوت ۱۹۹۱) بازیکن هندبال اهل دانمارک است.